# Idiocnemis patriciae
Idiocnemis patriciae – gatunek ważki z rodziny pióronogowatych (Platycnemididae).